# Dikarion

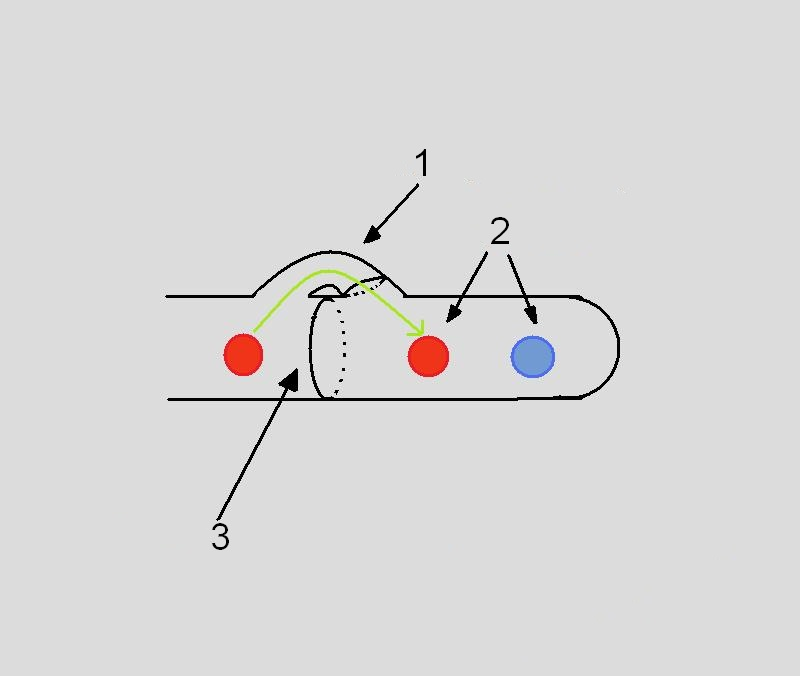
Schemat powstawania dikarionu u grzybów podstawkowych. 1 – sprzążka, 2 – dwa różnoimienne jądra, 3 – septa

Dikarion lub jądra sprzężone – dwa haploidalne, zróżnicowane płciowo jądra występujące w jednej komórce. Taka sytuacja, zwana dikariofazą jest charakterystyczna dla grzybów należących do klas podstawczaki (Basidiomycota) i workowce (Ascomycota). Zróżnicowane płciowo jądra dawniej oznaczano jako (+) i (– ), obecnie najczęściej opisywane są jako Mat1 i Mat2. O płciowości decydują bowiem allele zlokalizowane na chromosomach w miejscu zwyczajowo określanym jako MAT. Allele te są idiomorfami znacznie różniącymi się wielkością. Ich sekwencja różni się od siebie, prawdopodobnie maja one inne pochodzenie ewolucyjne.
Do powstania dikarionów może dojść u różnych grup grzybów na kilka sposobów.
Dikarion posiada w komórce diploidalną liczbę chromosomów, ale znajdują się one w oddzielnych jądrach.